# Salvia ranzaniana
Salvia ranzaniana là một loài thực vật có hoa trong họ Hoa môi. Loài này được Makino miêu tả khoa học đầu tiên năm 1912.